# Apamea morna
Apamea morna är en fjärilsart som beskrevs av John Kern Strecker 1879. Apamea morna ingår i släktet Apamea och familjen nattflyn. Inga underarter finns listade i Catalogue of Life.